# Жила Микола Іванович
Микола Іванович Жила (нар. 8 березня 1930 — ?) — український радянський діяч, голова колгоспу імені Тельмана Овруцького району Житомирської області. Депутат Верховної Ради УРСР 10-го скликання.

## Біографія
З 1944 року — їздовий колгоспу «Червоний ударник»; завідувач сільського клубу; завідувач господарства колгоспу імені Дзержинського; заступник голови. голова колгоспу імені Щорса Овруцького району Житомирської області.
Член ВКП(б) з 1951 року.
Освіта вища. Закінчив Житомирський сільськогосподарський інститут.
З 1965 року — голова колгоспу імені Тельмана села Піщаниця Овруцького району Житомирської області.
Потім — на пенсії у селі Піщаниці Овруцького району Житомирської області.

## Нагороди
- орден Леніна
- медалі